# علي أباد (سفلى أردستان)
علي أباد (بالفارسية: علی‌آباد) هي منطقة سكنية تقع في إيران في أصفهان.